# Trbovlje
Trbovlje () so glede na število prebivalcev (13.620) 10. največje mesto v Sloveniji in največje mesto v Zasavju, hkrati pa tudi geografsko središče Zasavja in občine Trbovlje, ki ima še okoli 2.000 prebivalcev več kot samo mesto (16.000). V zadnjem obdobju se število prebivalstva zmanjšuje.  
Raztezajo se v ozki in več kot 7 km dolgi dolini, ob potoku Trboveljščica, s pretežno strnjeno zazidavo. Prvotnemu mestu je več kot dvesto let delovanja rudnika močno spremenilo podobo. Izginili so nekdanji pritoki Trboveljščice (Limbarski, Dobrniški in Lakonški potok), pa tudi vasi s temi imeni so žrtvovali rudniku. 
Trbovlje se delijo na naslednje mestne predele: poleg središča mesta so to še nekdanje rudarske in delavske kolonije Vode, Žabjek (Žabja vas), Nasipi, Jugov graben, Bevško, Ribnik, Pod Gozdom, Hohkrautova kolonija, Novi dom, Neža, Vreskovo, Ojstro, Loke, Gornje Trbovlje, Volkova Loka, Golovec, Klek (Gornji in Spodnji Klek), Globušak, Pod Ostrim vrhom. V mestnem središču izstopa novejše blokovsko naselje Sallaumines. Gabrsko je samostojno naselje. 
V zgodovini so Trbovlje zaznamovali številni industrijski obrati, rudnik in tudi termoelektrarna s svojim dimnikom. Trbovlje se tako ponašajo z najvišjim dimnikom v Evropi, ki je visok 360 metrov, premer pri tleh znaša 27,5 metra, na vrhu pa 7,7 metra. Ob močnem vetru njegov vrh niha do skoraj enega metra.
Občina Trbovlje praznuje svoj praznik 1. junija kot počastitev spomina na boj z Orjuno. Tisto nedeljsko jutro, 1. junija 1924, ob deseti uri dopoldne se je okoli 800 oboroženih orjunašev, ki med delavskim rudarskim narodom niso imeli podpore, zbralo na trboveljski železniški postaji in skupaj z godbo odkorakalo proti mestu. Ob cesti pred rudarskim domom jih je v zasedi pričakalo 60 do 70 borcev Proletarskih akcijskih čet, ki so vojaško godbo spustili mimo, nato pa napadli zastavonoše in funkcionarje Orjune, na kar so orjunaši odgovorili z ognjem.
Po nekajminutni izmenjavi ognja sta streljanje prekinili dve ročni bombi, ki so ju pripadniki Proletarskih akcijskih čet vrgli med orjunaše. Spopadajoči strani sta se razmaknili, ogenj pa je terjal nekaj življenj ter poškodoval večje število ljudi. Orjunaši so nato v meščanskem delu Trbovelj razvili svoj prapor. V znak maščevanja so orožnikom odvzeli pridržanega rudarja Franca Fakina in ga pozneje v kamnolomu mučili in ubili. Nato so vdrli še v rudarski dom in ga zažgali. Oblasti so v mesto napotile vojsko, ki je do večera že zasedla Trbovlje.

## Zgodovina
Trbovlje je mesto od sredine 20. stoletja, vendar so se ljudje v teh krajih naseljevali že davno prej, o čemer pričajo najdbe (kamnito kladivo v Lakonci in druge). Naselja so bila majhna, večinoma le nekaj kmetij. Vpisane pa so že v Otokarjevem urbarju (1265). Kasneje se je število kmetij le počasi povečevalo, saj je bila zemlja skopa in bilo jo je malo. Sprva so se naseljevali na vrhovih. Tam so sredi 19. stoletja zgradili cesto. Z njo so povezali dolino s Savinjsko dolino. Obsavsko cesto proti Hrastniku in Zagorju so gradili Nemci med 2. svetovno vojno. 
Ob Savi v dolini je zelo malo prostora, zato je bilo tam kmetij malo, največ ob sotočjih potokov. Na levem bregu v naselju Na Savi so bile samo tri (Južnova, Savškova in Bregarjeva). Ob Belih slapovih je še videti razvaline navigacijskega poslopja, ki je bilo zgrajeno za časa cesarice Marije Terezije, saj so tod pristajali brodniki z ladjami, ki so vozile po Savi. Na meji z zagorsko občino je bila graščina Prusnik iz prve polovice 18. stol. Takrat so Savo regulirali in zgradili kanal skozi Bele slapove in brzice. Tukaj so zgradili hlev za vprežno živino, ki je vlekla ladje navzgor. Po izgradnji železnice je plovba po mestoma nevarni Savi ponehala.
Trbovlje so razcvet doživele z izkopavanjem premoga od leta 1804 dalje. Število prebivalcev je takrat začelo strmo naraščati, graditi so se začele ceste in naselja za rudarje t.i. kolonije. Trbovlje tako niso bile več prostor za peščico kmetov, ampak so začele dobivati družbeni razred delavcev in meščanov ter so se tako razvile v mesto. Danes nas na obdobje rudarjenja spominjajo številni vhodi v rove, rudarske kolonije, bronasta kipa rudarjev Stojana Batiča pred Delavskim domom Trbovlje. Nanj spominja tudi legenda o škratu Perkmandeljcu, ki je rudarjem kradel malico in jim nagajal v rovih med njihovim delom.
V času razcveta rudarstva je imela v Trbovljah največ veljave nemščina. Le redki narodno zavedni Slovenci so si prizadevali za uveljavljanje slovenskega jezika. Med njimi je bila Ana Dimnik, gostilničarka. Gostilna Dimnik še stoji tam, kjer se cesta razcepi v Cesto oktobrske revolucije in v ulico Sallaumines (imenovana po francoski občini Sallaumines, ki je od leta 1964 pobratena s Trbovljami). Obrtniška cesta (prej Cesta oktobrske revolucije) vodi proti starim Trbovljam. Ob vhodu vanje je Peklarjeva (tudi Arzenškova) grofovska hiša z večkapno streho, katere osnova izvira morda še iz časa celjskih grofov, danes imenovana tudi Lovski gradič. Gre za najstarejšo hišo v Trbovljah, ki je bila v urbarju prvič omenjena leta 1582. V notranjosti objekta se nahaja občinska protokolarna oziroma poročna soba.

## Kum
Najvišji vrh v Občini Trbovlje in v Zasavju nasploh je Kum, ki leži na 1220 metrih nadmorske višine, geografsko pa je lociran skoraj v središču Slovenije. Na Kumu, znanemu tudi kot »zasavski Triglav«, poleg Planinskega doma na Kumu, ki je bil leta 2015 imenovan za Naj planinsko kočo, leži tudi cerkev sv. Neže in zvonik ter RTV oddajnik. Prvi zametki oddajanja segajo v leto 1957, zanimivo pa je tudi dejstvo, da je oddajni center Kum leta 1991 kot prvi v Sloveniji doživel letalski napad, napaden pa je bil dvakrat.
Cerkev sv. Neže ima dva zvonika, eden je lociran v cerkvi, drugi pa ob njej. Legenda pravi, da sta na Kumu, vsak na svojem vrhu, pasla pastir Jošt in pastirica Neža. Jošt si je želel Nežine družbe, zato jo je neutrudno po nemško klical »komm, komm« (pridi, pridi). Tako je gora dobila ime Kum. Ne vemo, ali je Neža res obiskala Jošta, a samska dekleta rada potegnejo za vrv zvona v cerkvi sv. Neže, da bi našla ljubezen.
Pogled z najvišjega vrha v Posavskem hribovju seže čez velik del Slovenije. Od vzhoda proti jugu so vidne Gore, Kopitnik, Kočevski Rog, Snežnik, Nanos, v bližini pa dolina Sopote in prostrano Dolenjsko gričevje. Na zahodu so  Julijci s Triglavom, pred njimi Polhograjsko hribovje in Škofjeloško pogorje, proti severu pa Karavanke in Kamniške Alpe, v jasnih dneh se vidi do Ljubljane in celo preko meja Slovenije, do Zagreba in Trsta.[5]
V juniju prirejajo kolesarski vzpon na Kum in spominsko slovesnost ob dnevu državnosti. Zadnjo nedeljo v avgustu se na Kumu srečajo romarji iz številnih krajev po Sloveniji na t.i. Kumlanski nedelji.

## Trbovlje - novomedijsko mesto
Ljudje danes iščejo priložnosti v novih tehnologijah in znanjih. Trbovlje so novomedijsko mesto, kjer vsako leto poteka festival Speculum Artium, ki vsakokrat privabi domače in tuje umetnike in prav vsakič osupne z novimi umetnostnimi instalacijami, s predavanji in z delavnicami.
Ne smemo pozabiti tudi na virtualni muzej rudarstva, 4. dritl, ki je svoja vrata odprl leta 2017 in gostil že več tisoč ljudi iz vsega sveta. 4. DRITL, prejemnik številnih nagrad, dediščino rudarstva predstavlja na nov, vizualno atraktiven način.  Prebijate se lahko čez pravi rudniški rov, opremljen z originalnimi rudniškimi eksponati, s svetlobnimi in zvočnimi efekti, hologrami in projekcijami. S pomočjo najsodobnejše opreme za navidezno in razširjeno resničnost boste vstopili v svet rudarjev, kakršen je bil pred 100 leti. S sodobno tehnologijo predstavljamo tudi življenje rudarskih družin in njihov boj za boljši jutri.
Kramp, lopata in navidezna resničnost skupaj pričarajo nepozabno doživetje za vse generacije. Muzejski eksponati so zanimivi tako s tehničnega, zgodovinskega vidika, kot tudi zaradi samega načina prikaza. Poudarek tako ni na opisovanju golih zgodovinskih dejstev, temveč na občutkih, ter z novomedijskimi tehnologijami pripovedovanih zgodbah o ljudeh. Humanizacija tehnologije. 4. dritl se nahaja v prostorih Delavskega doma Trbovlje.

## Glasba in umetnost
Trboveljske korenine imajo številni znani glasbeniki in kulturniki. Med njimi so tudi zasedba Hiša, Red Five Point Star, ki je svoj ritem ska glasbe ponesla tudi po ZDA in Afriki, evrovizijska predstavnica in igralka Tanja Ribič. Prav tako iz Trbovelj izvira vrhunska umetniško-plesna zasedba En knap, akademski slikar Janez Knez in pesnik ter pisatelj Tone Seliškar. Tudi Delavska godba Trbovlje ima svoje pomembno mesto tako v kraju samem, kot v Sloveniji. Je dobitnica zlatih priznanj z največjih tekmovanj pihalnih orkestrov.
Laibach je svetovno znana zasedba, katerih zvok je grajen na t.i. industrijskih zvokih trboveljskega okolja. Veliko odmevnost je sprožil dogodek, ko je bil prepovedan njihov multimedijski projekt Rdeči revirji. Pozneje so jim oblasti celo prepovedale javno nastopanje in uporabo imena, a so kljub temu nadaljevali ustvarjanje.

## Anduht in Nohšiht
Tradicionalna dogodka, ki vsako leto potekata v sklopu praznovanja občinskega praznika v mesecu juniju sta Anduht in Nohšiht. Imeni prireditev sta tipični rudarski, anduht pomeni slavje, nohšiht pa pomeni nočno službo. Poleg obeh koncertnih večerov, obiskovalca pozdravi še Podeželska tržnica, na kateri se predstavljajo lokalni ponudniki in ustvarjalci ter tekmovanje v kuhanju grenadirmarša, ki sta prvič potekala leta 2017. Vsako leto se tekmovanja, kot komisija za ocenjevanje, udeležijo znana imena slovenske kulinarike, med seboj pa se v kuhanju preizkušajo lokalna podjetja, zavodi in društva.

## Mladinski hostel
Trbovlje vam poleg zasebnih ponudnikov nudijo tudi prenočišče v hostlu Zavoda za šport in mladino Trbovlje (ZMŠT). Poleg nočitve v dvoposteljni sobi (posameznik ali par), apartmaju (posameznik, par, družina z otroki) ali v večposteljni sobi (skupine do 14 oseb) so gostom zagotovljeni samostojni (apartma, dvoposteljne sobe) in skupinski toaletni prostori (večposteljne sobe). Gostom je na voljo uporaba tudi skupnega večnamenskega prostora, souporaba hotelske kuhinje ter zunanji in notranji prostor kavarne. Zavod za mladino in šport Trbovlje gostom ne ponuja zgolj nočitve, temveč prijetno izkušnjo bivanja v hotelu, ki skozi svojo obliko in poslikavo prikazuje naravne dediščine Zasavja. Sobe, poimenovane po najlepših zasavskih hribih, goste že ob prvem stiku popeljejo v svet pustolovščin, ki jih Zasavje ponuja. Zavod za mladino in šport Trbovlje preveva poseben utrip. Je eden redkih prostorov, kjer se v Zasavju srečujejo poti posameznikov različnih narodnosti, kultur, prepričanj, pogledov. Poleg obiskovalcev iz vseh koncev in krajev pa vzdušje bivanja krepijo dogodki Zavoda, ki gostom poleg nočitve ponuja še zabavne, poučne, glasbene, rekreativne in druge vsebine.

## Tradicionalne jedi
200 let rudarjenja in industrializacije sta svoj pečat pustila tudi v kulinariki. Jedi, značilne za te kraje, so preproste, narejene iz žit, stročnic in okopavin, a izjemno okusne.
- Knapovsko sonce oziroma funšterc je najbolj prepoznavna zasavska jed. Gre za neke vrste palačinko, ki se jo zlato zapeče. Funšterc mora biti rahel, srednje debel ter rumen kot sonce.

- Grenadirmarš, pražena jed iz testenin, kuhanega krompirja, čebule, ocvirkov in začimb je bila najbolj priljubljena med vojaki in kmeti med prvo svetovno vojno.

- Zasavska jetrnica pa je prava posebnost v slovenskem prostoru. Polnjena je z mešanico svinjskega mesa in jeter, slanine in riža oziroma kaše.

Poleg zgoraj naštetih pa so priljubljene še: rudarska kisla župa, prečmuh ali fižol z jabolki, krumpantoč, pehtranova potica,...

## Ljudje, povezani s Trbovljami
| - Bogdan Barovič, politik - Stojan Batič, kipar - Alojz Bezgovšek - B'gi, pozavnist - Mirko Bivic, dirkač - Jože Ciuha, akademski slikar - Tončka Čeč, narodna herojinja - Ana Dimnik, gostilničarka in zavedna Slovenka - Janko Drnovšek, gradbeni inženir in strokovni pisec - Matej Grahek, flavtist in visokošolski učitelj - Aleš Gulič, poslanec - Mihael Gunzek, klarinetist, visokošolski učitelj in dirigent - Boris Hamrla, rudarski inženir in strokovni pisec - Jožef Hašnik, župnik in pesnik - Leopold Hočevar - Hoči, akademski slikar - Anton Hudarin, klarinetist in dirigent - Marija Jamar-Legat, literarna zgodovinarka - Darko Jorgić, slovenski namizni tenisač - Urška Klakočar Zupančič, pravnica in političarka, prva predsednica državnega zbora - Matjaž Kmecl, slovenist, pisatelj in politik - Janez Knez, akademski slikar | - Jože Kotar, klarinetist, visokošolski učitelj in dirigent - Albert Kramer, politik - Anton Kuder, pravnik in strokovni pisec - Ciril Ličar, pianist - Andrej Malgaj, dirkač in mehanik - Miha Marinko, narodni heroj in politik - Ludvik Mrzel, pesnik - Jože Pirš, strokovni pisec - Elda Piščanec, slikarka - Tomo Pitamic, zdravnik in strokovni pisec - Tanja Ribič, igralka in pevka - Milan Rijavec, akademski slikar - Edvard Salezin, kipar - Tone Seliškar, pesnik - Slavko Stošicki, poslovnež, častni občan Trbovelj - Ciril Škerjanec, violončelist - Avgust Šuligoj, organizator in vodja pevskega zbora rudarske mladine - Franc Tržan, klarinetist - Alojz Zupan, klarinetist, visokošolski učitelj in dirigent - Uroš Zupan, pesnik in esejist |

## Sakralna dediščina
- Cerkev sv. Martina, Trbovlje
- Cerkev sv. Miklavža, Loke
- Cerkev sv. Križa, Retje
- Cerkev sv. Katarine, Čeče
- Cerkev sv. Marka, Ostenk
- Cerkev Marije Matere Cerkve, Trbovlje